# Antonina Ordina
Antonina Gennadievna Ordina (in russo Антонина Геннадиевна Ордина?; Nar'jan-Mar, 24 gennaio 1962) è un'ex fondista russa naturalizzata svedese.
Fino alla dissoluzione dell'Unione Sovietica (1991) gareggiò per la nazionale sovietica.

## Biografia
In Coppa del Mondo ottenne il primo podio, nonché primo risultato di rilievo, il 13 dicembre 1984 in Val di Sole (2ª).
In carriera prese parte a due edizioni dei Giochi olimpici invernali, Lillehammer 1994 (10ª nella 5 km, 7ª nella 15 km, 11ª nella 30 km, 9ª nell'inseguimento, 6ª nella staffetta) e Nagano 1998 (24ª nella 5 km, 19ª nella 15 km, 11ª nella 30 km, 19ª nell'inseguimento, 8ª nella staffetta), e a quattro dei Campionati mondiali, vincendo tre medaglie.

## Palmarès

### Mondiali
- 3 medaglie:
  - 1 oro (staffetta[1] a Oberstdorf 1987)
  - 2 bronzi (30 km[1], staffetta[1] a Thunder Bay 1995)

### Coppa del Mondo
- Miglior piazzamento in classifica generale: 10ª nel 1999
- 8 podi (7 individuali, 1 a squadre[2])[3]:
  - 3 secondi posti (individuali)
  - 5 terzi posti (4 individuali, 1 a squadre)